# Comportamento animal coletivo

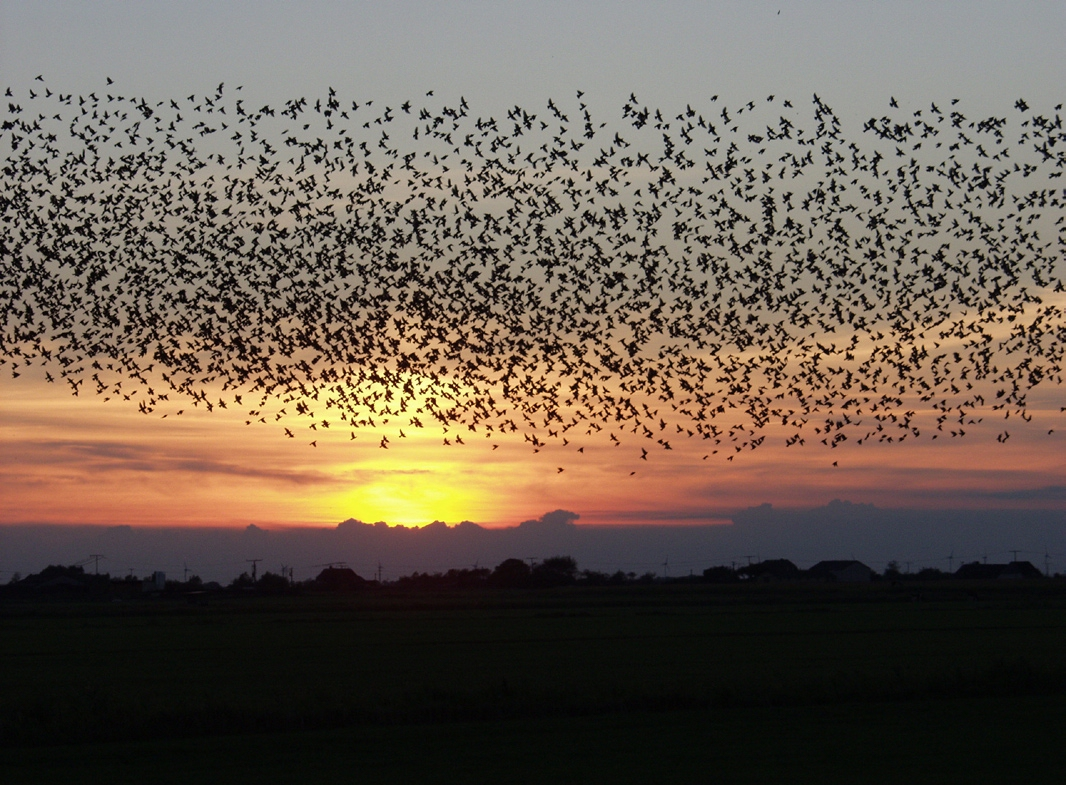
Grupo de pássaros no pôr do Sol

O comportamento animal coletivo descreve a atuação coordenada de grandes grupos de animais similares e as propriedades emergentes destes grupos. Facetas deste tópico incluem os custos e benefícios da união em grupo, a transferência de informação entre eles, a forma do processo de decisão, e a locomoção e sincronização do grupo. O estudo dos princípios do comportamento animal coletivo tem relevância para problemas de engenharia humana através da filosofia e biomimética. Determinar as regras pelas quais cada animal individual navega relativamente com seus vizinhos em um grupo pode levar a avanços na implantação e controle de grupos de micro-robôs mergulhadores ou voadores.

## Funções Propostas
Muitas funções de agregação animal foram propostas. Essas funções propostas podem ser agrupadas nas quatro seguintes categorias: social e genética, anti-predador, forrageamento aprimorado e maior eficiência de locomoção.

### Interação Social
O apoio à função social e genética das agregações, especialmente aquelas formadas por peixes, pode ser visto em vários aspectos do seu comportamento. Por exemplo, experimentos mostraram que os peixes individuais retirados de uma escola terão uma taxa respiratória maior do que a encontrada na escola. Este efeito foi parcialmente atribuído ao estresse, embora os fatores hidrodinâmicos tenham sido considerados mais importantes neste estudo particular.  O efeito calmante de estar com os conspecieis pode, portanto, proporcionar uma motivação social para permanecer em uma agregação. O arenque, por exemplo, ficará muito agitado se estiverem isolados de conspecifics. As escolas de peixe também foram propostas para atender a uma função reprodutiva, uma vez que proporcionam maior acesso aos potenciais companheiros.

### Proteção Contra Predadores

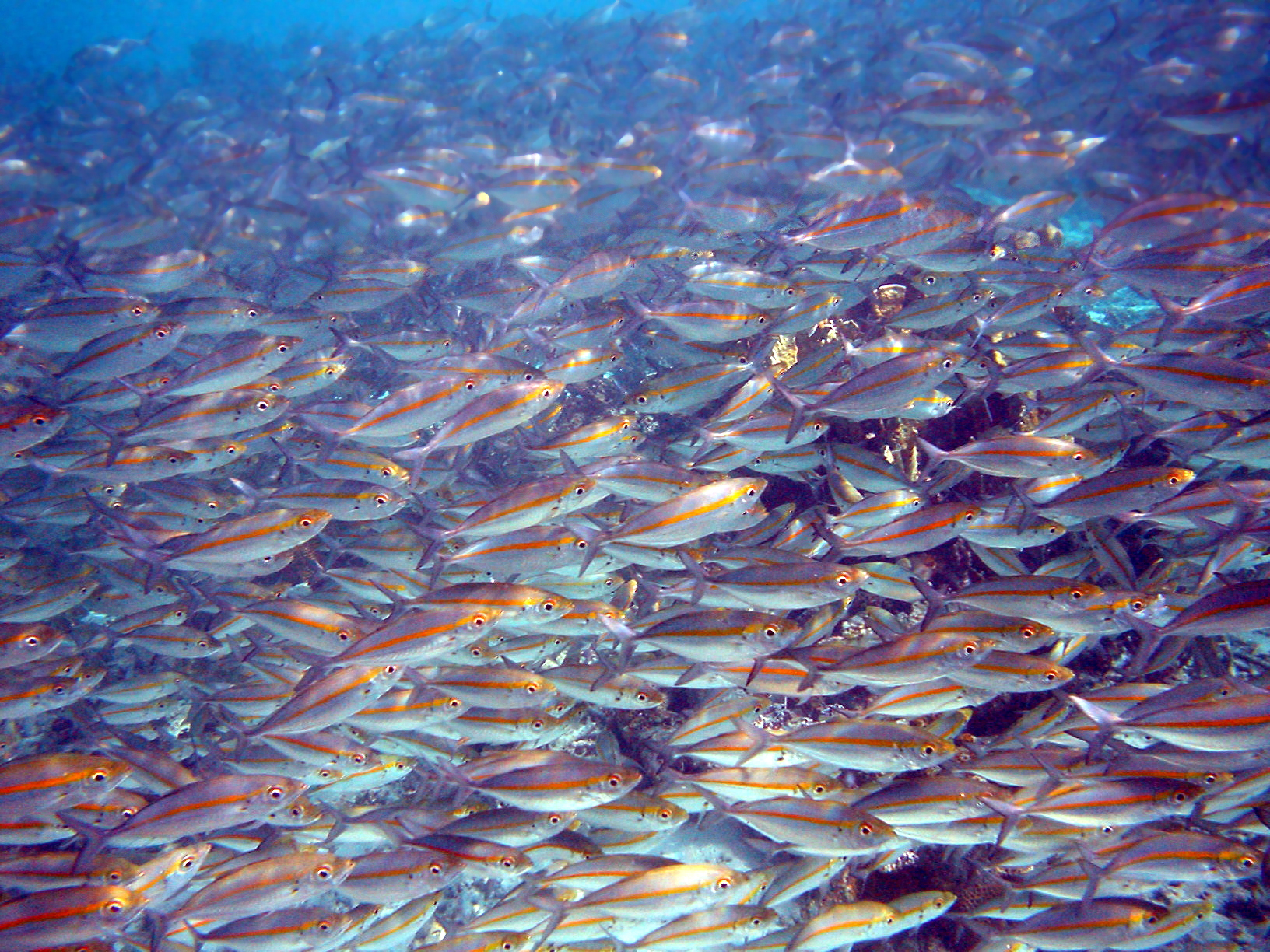
Escola de fusiliers de banda de ouro

Várias funções anti-predadores de agregações de animais foram propostas. Um método potencial pelo qual as escolas de peixe ou bandos de aves podem frustrar predadores é o "efeito de confusão predador" proposto e demonstrado por Milinksi e Heller (1978). Esta teoria baseia-se na ideia de que torna-se difícil para os predadores escolherem presas individuais de grupos porque os muitos destinos móveis criam uma sobrecarga sensorial do canal visual do predador. As descobertas de Milinski e Heller foram corroboradas tanto no experimento  quanto nas simulações por computador.
Um segundo efeito potencial antipredador de agregações de animais é a hipótese dos "muitos olhos". Esta teoria afirma que, à medida que o tamanho do grupo aumenta, a tarefa de escanear o meio ambiente para predadores pode ser espalhada por muitos indivíduos. Não só essa colaboração em massa presumivelmente fornece um maior nível de vigilância, mas também pode permitir mais tempo para a alimentação individual.

Uma terceira hipótese para um efeito antipredatório da agregação animal é o efeito "encontro de diluição". Hamilton, por exemplo, propôs que a agregação de animais se devesse a uma evasão "egoísta" de um predador e, portanto, era uma forma de busca de cobertura. Outra formulação da teoria foi dada por Turner e Pitcher e foi vista como uma combinação de detecção e probabilidades de ataque. No componente de detecção da teoria, sugeriu-se que as presas potenciais poderiam se beneficiar ao viver juntas, uma vez que um predador é menos propenso ao acaso em um único grupo do que uma distribuição dispersa. No componente de ataque, pensou-se que um predador atacante é menos propenso a comer um animal particular quando um número maior de indivíduos está presente. Em suma, um indivíduo tem uma vantagem se estiver no grupo maior de dois grupos, assumindo que a probabilidade de detecção e ataque não aumenta desproporcionalmente com o tamanho do grupo.

### Forrageamento avançado
Um terceiro benefício proposto de grupos de animais é o de forrageamento melhorado. Esta habilidade foi demonstrada por Pitcher e outros em seu estudo de comportamento de forrageamento em bancos de sangue. Neste estudo, o tempo que levou para grupos de minnows e goldfish encontrar um pedaço de alimento foi quantificado. O número de peixes nos grupos foi variado, e foi estabelecida uma diminuição estatisticamente significante na quantidade de tempo necessário para que grupos maiores encontraram alimentos. O apoio adicional a uma maior capacidade de forrageamento das escolas é visto na estrutura das escolas de peixes predatórios. A Partridge e outros analisaram a estrutura escolar do atum rabilho do Atlântico a partir de fotografias aéreas e descobriram que a escola assumiu uma forma parabólica, fato que sugeria a caça cooperativa nesta espécie (Partridge et al., 1983).

### Aumento da eficiência da locomoção
Esta teoria afirma que grupos de animais que se deslocam em um ambiente fluido podem economizar energia quando nadam ou voam juntos, muito da maneira que os ciclistas podem se esbarrar em um pelotão. Os gansos que voam em uma formação de V também são pensados para economizar energia, voando na corrente ascendente do vórtice da asa gerada pelo animal anterior na formação. Os patinhos também foram mostrados para economizar energia nadando em uma linha. O aumento da eficiência na natação em grupos também foi proposto para escolas de peixes e krill antártico.

## Estrutura do grupo
A estrutura dos grandes grupos de animais tem sido difícil de estudar devido ao grande número de animais envolvidos. A abordagem experimental é, portanto, muitas vezes complementada por modelagem matemática de agregações de animais.

### Abordagem experimental
As experiências que investigam a estrutura das agregações de animais buscam determinar a posição 3D de cada animal dentro de um volume em cada ponto no tempo. É importante conhecer a estrutura interna do grupo porque essa estrutura pode estar relacionada às motivações propostas para o agrupamento de animais. Esta capacidade requer o uso de várias câmeras treinadas no mesmo volume no espaço, uma técnica conhecida como estereofotogrametria. Quando centenas ou milhares de animais ocupam o volume do estudo, torna-se difícil identificar cada um deles. Além disso, os animais podem bloquear uns aos outros nas vistas da câmera, um problema conhecido como oclusão. Uma vez que a localização de cada animal em cada ponto no tempo é conhecida, vários parâmetros que descrevem o grupo animal podem ser extraídos.
Esses parâmetros incluem:
Densidade: a densidade de uma agregação de animais é o número de animais dividido pelo volume (ou área) ocupado pela agregação. A densidade pode não ser uma constante em todo o grupo. Por exemplo, os bandos de starling mostraram manter maiores densidades nas bordas do que no meio do rebanho, uma característica que presumivelmente está relacionada à defesa dos predadores.
Polaridade: a polaridade do grupo descreve se os animais do grupo estão apontando na mesma direção ou não. Para determinar este parâmetro, determina-se a orientação média de todos os animais no grupo. Para cada animal, a diferença angular entre a sua orientação e a orientação do grupo é então encontrada. A polaridade do grupo é então a média dessas diferenças (Viscido 2004).
Distância vizinha mais próxima: a distância vizinha mais próxima (NND) descreve a distância entre o centroide de um animal (o animal focal) eo centroide do animal mais próximo do animal focal. Este parâmetro pode ser encontrado para cada animal em uma agregação e, em seguida, em média. Deve-se ter em conta os animais localizados na borda de uma agregação de animais. Esses animais não têm vizinho em uma direção.
Posição vizinha mais próxima: em um sistema de coordenadas polares, a posição vizinha mais próxima descreve o ângulo ea distância do vizinho mais próximo para um animal focal.
Fração de embalagem: a fração de embalagem é um parâmetro emprestado da física para definir a organização (ou estado, isto é, sólido, líquido ou gás) de grupos de animais 3D. É uma medida alternativa à densidade. Neste parâmetro, a agregação é idealizada como um conjunto de esferas sólidas, com cada animal no centro de uma esfera. A fração de embalagem é definida como a proporção do volume total ocupado por todas as esferas individuais dividido pelo volume global da agregação (Cavagna 2008). Os valores variam de zero a um, onde uma pequena fração de embalagem representa um sistema diluído como um gás. Cavagna descobriu que a fração de embalagem para grupos de estorninhos era de 0,012.
Densidade Condicional Integrada: Este parâmetro mede a densidade em várias escalas de comprimento e, portanto, descreve a homogeneidade da densidade em todo um grupo de animais.
Função de Distribuição de Pares: Este parâmetro é geralmente usado em física para caracterizar o grau de ordem espacial em um sistema de partículas. Ele também descreve a densidade, mas esta medida descreve a densidade a uma distância de um determinado ponto. Cavagna et al. Descobriram que bandos de estorninhos exibiam mais estrutura do que um gás, mas menos do que um líquido.

### Modelagem de abordagem
Os modelos matemáticos mais simples das agregações de animais geralmente instruem os animais individuais a seguir três regras:
1. Mova-se na mesma direção que o seu vizinho
2. Permaneça perto de seus vizinhos
3. Evite colisões com seus vizinho.

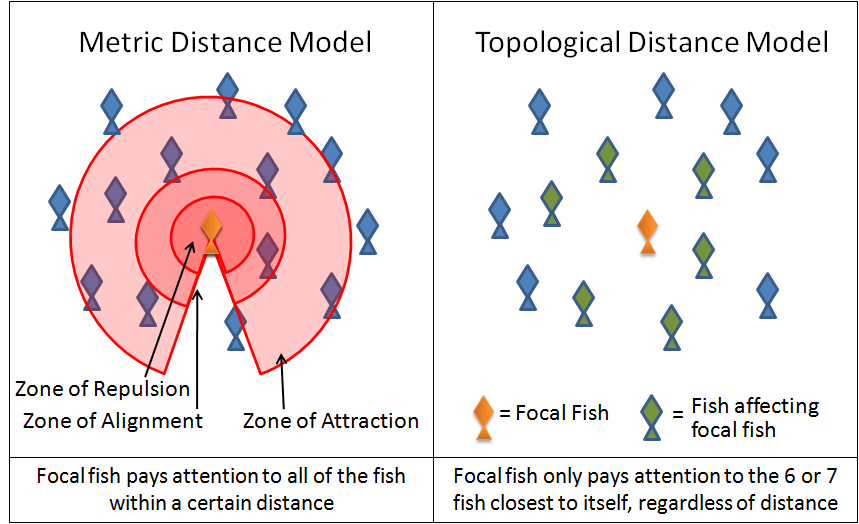
Um diagrama que ilustra a diferença entre "distância métrica" e "distância topológica" em referência às escolas de peixes.

Um diagrama que ilustra a diferença entre "distância métrica" e "distância topológica" em referência às escolas de peixes
Um exemplo dessa simulação é o programa Boids criado por Craig Reynolds em 1986. Outro é o modelo de partículas auto-propulsionadas. Muitos modelos atuais usam variações nessas regras. Por exemplo, muitos modelos implementam essas três regras através de zonas em camadas em torno de cada animal. Na zona de repulsão muito próxima ao animal, o animal focal procurará se distanciar dos seus vizinhos para evitar uma colisão. Na zona de alinhamento ligeiramente mais afastada, um animal focal procurará alinhar sua direção de movimento com seus vizinhos. Na zona extrema de atração, que se estende tão longe do animal focal quanto pode sentir, o animal focal procurará se mover para um vizinho. A forma dessas zonas será necessariamente afetada pelas capacidades sensoriais do animal. Por exemplo, o campo visual de um pássaro não se estende por trás do seu corpo. O peixe, por outro lado, depende da visão e dos sinais hidrodinâmicos retransmitidos através da sua linha lateral. O krill antártico depende da visão e dos sinais hidrodinâmicos transmitidos através de suas antenas.
Estudos recentes de bandos starling mostraram, no entanto, que cada pássaro modifica sua posição em relação aos seis ou sete animais que a cercam diretamente, independentemente do quão perto ou quão longe esses animais estejam. As interações entre estalamentos flocantes são, portanto, baseadas em uma regra topológica em vez de uma regra métrica. Resta saber se a mesma regra pode ser aplicada a outros animais. Outro estudo recente, baseado em uma análise de filmagens de alta velocidade de bandos acima de Roma e assumindo regras comportamentais mínimas, simulou de forma convincente vários aspectos do comportamento do rebanho.

## Tomada de decisão coletiva
As agregações de animais são confrontadas com decisões que devem fazer se quiserem permanecer juntas. Para uma escola de peixes, um exemplo de uma decisão típica pode ser a direção para nadar quando confrontado com um predador. Insetos sociais, como formigas e abelhas, devem coletivamente decidir onde construir um novo ninho. Um rebanho de elefantes deve decidir quando e onde migrar. Como essas decisões são tomadas? Os "líderes" mais fortes ou mais experientes exercem mais influência do que outros membros do grupo, ou o grupo toma uma decisão por consenso? A resposta provavelmente depende da espécie. Embora o papel de uma matriarca líder em um rebanho de elefantes seja bem conhecido, estudos mostraram que algumas espécies de animais usam uma abordagem de consenso em seu processo coletivo de tomada de decisão.
Uma pesquisa recente mostrou que pequenos grupos de peixes usaram a tomada de decisão por consenso ao decidir qual modelo de peixe seguir. O peixe fez isso por uma simples regra de quórum, de modo que os indivíduos assistiram as decisões dos outros antes de tomar suas próprias decisões. Esta técnica geralmente resultou na decisão "correta", mas ocasionalmente em cascata na decisão "incorreta". Além disso, à medida que o tamanho do grupo aumentou, o peixe tomou decisões mais precisas ao seguir o modelo de peixe mais atraente. A tomada de decisão de consenso, uma forma de inteligência coletiva, efetivamente usa informações de múltiplas fontes para geralmente chegar a conclusão correta.
Algumas simulações de tomada de decisão coletiva usam o método Condorcet para modelar a forma como os grupos de animais chegam ao consenso.